# Peter Newton
Peter Andrew Newton (Louisville, 6 de marzo de 1970) es un deportista estadounidense que compitió en piragüismo en la modalidad de aguas tranquilas. Ganó ocho medallas en los Juegos Panamericanos entre los años 1991 y 1999.

## Palmarés internacional
| Juegos Panamericanos | Juegos Panamericanos      | Juegos Panamericanos | Juegos Panamericanos |
| Año                  | Lugar                     | Medalla              | Competición          |
| -------------------- | ------------------------- | -------------------- | -------------------- |
| 1991                 | La Habana (Cuba)          | Medalla de plata     | K2 500 m             |
| 1991                 | La Habana (Cuba)          | Medalla de plata     | K4 1000 m            |
| 1995                 | Mar del Plata (Argentina) | Medalla de oro       | K1 500 m             |
| 1995                 | Mar del Plata (Argentina) | Medalla de oro       | K2 500 m             |
| 1995                 | Mar del Plata (Argentina) | Medalla de plata     | K1 1000 m            |
| 1999                 | Winnipeg (Canadá)         | Medalla de oro       | K2 500 m             |
| 1999                 | Winnipeg (Canadá)         | Medalla de oro       | K4 1000 m            |
| 1999                 | Winnipeg (Canadá)         | Medalla de plata     | K1 500 m             |